# Condenados a vivir
Condenados a vivir è un film western del 1972, scritto e diretto da Joaquín Luis Romero Marchent.

## Trama
Una carovana, scortata da un plotone, trasporta un gruppo di malviventi verso Fort Green. Durante il viaggio, la compagine viene attaccata da dei predoni. Sopravvivono il comandante Brown, la figlia e i sette prigionieri. Il militare dovrà, pertanto, portare a termine la spedizione e scoprire chi ha organizzato l'assedio. 

## Produzione
Si tratta di un film a basso costo che rientra nel filone spaghetti western. 
Come riportato dai titoli di testa, la maggior parte delle scene esterne sono state realizzate nei dintorni dei Pirenei aragonesi. 

## Distribuzione

### Data di uscita e divieti
Distribuito in Spagna a partire dall'11 settembre 1972, l'anno seguente fu esportato negli USA. 
Il film è stato edito in home video ed è conosciuto anche col titolo internazionale Cut-Throats Nine. 
La pellicola è vietata ai minori per via di contenuti fortemente espliciti e violenti.
Nel 2022, Condenados a vivir è stato proposto, in versione restaurata, al Lumière Film Festival di Lione.

## Promozione
La locandina statunitense presentava un curioso avvertimento: «Due to the violent scenes, no one will be admitted without a terror mask. It is provided for your benefit. Please use it. Available free at the box office.» (lett. «A causa di alcune scene violente, non sarà ammesso nessuno spettatore senza una maschera del terrore. È stata fornita per il vostro benefit. Si prega di usarla. È disponibile gratuitamente al box office»)

## Influenza culturale
Secondo vari siti, l'incipit di The Hateful Eight presenta alcune analogie con Condenados a vivir.